# Catarina Furtado
Catarina Cardoso Garcia da Fonseca Furtado (Lisbona, 25 agosto 1972) è una conduttrice televisiva e attrice portoghese.
È ambasciatrice del Fondo delle Nazioni Unite per la popolazione.

## Carriera
Nel corso della sua carriera televisiva, iniziata nei primi anni '90, ha lavorato per le reti televisive SIC e RTP, oltre che per le stazioni radio Rádio Comercial e RDP Antena 3. Quando era ancora minorenne, Catarina ha avuto un breve ruolo da comparsa nel film Non, ou à Vã Glória de Mandar diretto da Manoel de Oliveira. In seguito ha recitato in film come Killing Time (un film inglese apparso al Festival di Cannes), Fatima (un film italiano di Fabrizio Costa del 1997), Anjo da Guarda e Pesadelo cor-de-rosa.
Il primo grande successo di Catarina fu quello da conduttrice dello show televisivo Top + su RTP, un programma portoghese con video musicali popolari e le classifiche record settimanali nazionali. È stato uno music show che le ha permesso di condurre un programma MTV Portugal sulla rete SIC, anni prima che venisse fondato il canale MTV portoghese. Ha continuato a condurre vari show, tra cui Treasure Hunt (Caça ao Tesouro), sulla televisione SIC, che è girata spesso nelle città più piccole del Portogallo, dove Catarina arriva in elicottero.
Nel 2018 è stata scelta come una delle conduttrici dell'Eurovision Song Contest di Lisbona, insieme a Filomena Cautela, Sílvia Alberto e Daniela Ruah.

## Vita privata
Catarina ha frequentato il Conservatorio Nazionale fino al 1990, specializzandosi nella danza. Si è inoltre specializzata nel giornalismo e ha studiato recitazione all'International School of Acting di Londra dal 1995 al 1997, oltre al Method Studio di Lee Strasberg in Inghilterra. 
Si era sposata con João Reis, un attore, e ha due figli.

## Filmografia e televisione
- Eurovision Song Contest 2018
- Filhos do Rock (2013–14)
- The Voice Portugal (2011–presente)
- Cidade Despida (2010)
- Dá-me Música
- A minha geração (2008)
- Dança Comigo (2006–07)
- Pequenos em Grande (2005)
- Operação Triunfo (2003)
- Pequenos e Terríveis (1999)
- Fatima (1997)
- Uma Noite de Sonho (1995)
- Caça ao Tesouro (1994)
- Chuva de Estrelas (1993)
- MTV Portugal (1992)
- Top + (1991/1992)
- Gala Globos de Ouro
- As Mais Belas Canções de Natal
- SIC No País do Natal
- Gala Portugal Fashion
- Uma Aventura
- O Lampião da Estrela
- Catarina.com
- A Ferreirinha
- Natal dos Hospitais